# Macedonia (kraina historyczna)

Macedonia na tle współczesnego podziału politycznego.

Macedonia (gr. Μακεδονία, mac. Македонија, bułg. Македония) – region geograficzno-historyczny leżący w granicach Grecji, Macedonii Północnej i Bułgarii (niewielkie części regionu znajdują się też w Albanii i Kosowie/Serbii). Ma powierzchnię około 67 000 km² i niemal 5 mln mieszkańców. Region Macedonia obejmuje dorzecza rzek Aliakmon, Wardar i Strumy, a także równiny w okolicach Salonik i Serres.

## Etymologia nazwy
Według greckiej mitologii, Makedon (Μακεδών / Μακηδών, transl. Makedōn / Makēdōn) był pierwszym przywódcą Macedonów (Μακεδόνες – Makedónes), jednego z odłamów plemienia Makednoi (Μακεδνοί), które zasiedliło zachodnią, południową i środkową część regionu oraz założyło Królestwo Macedonu. Według Herodota, Makednoi byli odłamem Dorów. Wszystkie nazwy pochodzą najprawdopodobniej od doryckiego przymiotnika makednós (μακεδνός), oznaczającego „wysoki”. Zarówno Macedonowie, jak i Makednoi uchodzili za ludzi wysokich i bardzo prawdopodobne jest, że chciano to zaznaczyć w nazwie plemienia.
W XX i XXI wieku używanie nazwy regionu jako nazwy państwa przez słowiańską Republikę Macedonii było przyczyną konfliktu tego kraju z Grecją. Zakończyła go zmiana nazwy państwa na „Macedonia Północna” w 2019 roku.

## Podział
Region Macedonia położona jest w granicach pięciu państw, dwa z nich używają tej nazwy w urzędach – Grecja oraz Macedonia Północna. Podział Macedonii ukształtował się po wojnach bałkańskich w latach 1912–1913, na:
- Gora w Serbii (Kosowo)
- Macedonia Egejska w Grecji
- Macedonia Piryńska w Bułgarii (obecnie obwód Błagojewgradzki)
- Macedonia Wardarska (Republika Macedonii Północnej)
- Mala Prespa w Albanii

## Historia
Nazwa „Macedonia” nie zawsze była używana w odniesieniu do regionu w dzisiejszych granicach. Starożytna Macedonia w początkach swojej historii obejmowała tylko dzisiejszą Macedonię Egejską. Rzymska prowincja Macedonia, oprócz regionu obejmowała również Albanię.
W Cesarstwie Bizantyjskim i przez kolejne 1700 lat nazwa „Macedonia” była praktycznie nieużywana. Bizantyjska prowincja Macedonia została utworzona z zachodniej części Tracji i miała niewiele wspólnego z faktycznym regionem. Właściwą Macedonię włączono do Bizancjum w 1018 roku pod nazwą Bułgaria.
Po podbiciu Bałkanów przez Imperium Osmańskie w XIV wieku, region włączono do prowincji Rumelia, a nazwa „Macedonia” znikła z map na kilka stuleci. Ponownie zaczęto używać tej nazwy w XX wieku.